# Vivian Silver
Vivian Silver (Winnipeg, Canadá; 2 de febrero de 1949 - Beeri, Israel; 7 de octubre de 2023) fue una feminista y activista por la paz israelí de origen canadiense, que abogó por los derechos de los palestinos. En 2011, fue elegida como una de los 10 inmigrantes anglosajones más influyentes del año en Israel. Fue una de las fundadoras de Women Wage Peace y del  Centro árabe-judío para el empoderamiento, la igualdad y la cooperación. Fue asesinada por miembros de Hamás, en su casa durante la guerra Israel-Gaza, en el ataque del 7 de octubre de 2023.

## Trayectoria
Vivian Silver nació en Winnipeg (Canadá) el 2 de febrero de 1949. 
En 1973 organizó la primera Conferencia Nacional de Mujeres Judías.
En 1974 hizo aliá y se fue a vivir a Israel. Activista por la paz, trabajó durante años con la comunidad beduina en Israel y Gaza. Tenía dos hijos, Chen y Yonatan Zeigein, y dos nietos pequeños, Isaac y Allen.
Fundó, junto a otras personas, el Centro árabe-judío para el empoderamiento, la igualdad y la cooperación. Luego se coinvirtió en la Directora Ejecutiva del Centro en el Instituto del Negev para la Paz y el Desarrollo Económico. También fundó fundó un grupo llamado Creando Paz con el objetivo de realizar colaboraciones comerciales entre artesanos palestinos, árabes-israelíes y judíos-israelíes.
Llevaba pacientes palestinos y sus familias desde la Franja de Gaza a hospitales israelíes para que recibieran tratamiento médico.
En 2014, fue una de las fundadoras de Women Wage Peace.
El  4 de octubre de 2023, fue una de las organizadoras de la marcha por la paz, caminata realizada en Jerusalén por mujeres israelíes y palestinas pidiendo una solución política del conflicto israelí-palestino.
El 7 de octubre de 2023 se creyó que fue secuestrada de su casa, en el kibutz de Beeri, por las brigadas de Ezzeldin Al-Qassam, brazo armado de la organización Hamás.
Su familia recibió el siguiente mensaje por whatsapp:

Acaban de romper la puerta de mi casa. Están gritando, pero yo estoy escondida dentro del armario en el refugio. Si sobrevivo, os prometo que la próxima vez guardo mi cuchillo más grande aquí. No me lo puedo creer que sea capaz de forma simultánea de escribiros y de tener tanto miedo. No me llaméis, por favor.

El 14 de noviembre de 2023 se confirmó que había sido asesinada por Hamás.